# Хоћивел
Хоћивел (пољ. Chociwel) је град у Пољској у Војводству Западно Поморје у Повјату старогардском. Према попису становништва из 2011. у граду је живело 3.287 становника.

## Географија
Град Хоћивел је седиште општине Хоћивел. Поред града пролази река Крапјел, а у близини града налази се и језеро Хоћивел. Град је седиште прехрамбене и дрвне индустрије.
Хоћивел се налази поред регионалног пута бр. 20 Старгард Шчећињски – Гдиња око 25 km северно од Старграда.

## Историја
Од X-XII века хоћивел је грод. Статус града добио је 1338. године. Од 1648. године налази се у власти Бранденбурга. Од 1975. до 1998. град је административно припадао Шчећинском војводству.

## Становништво
Према прелиминарним подацима са пописа, у граду је 2011. живело 3.287 становника.
| 2002. | 2011. | 2012. |
| ----- | ----- | ----- |
| 3.323 | 3.287 | 3.216 |

Густина насељености износи 893,5 становника по km².

### Туристичке атракције
- готска црква Пресвете Богородице из XV века.
- Фрагменти одбрамбених зидина.